# Eliana
Eliana Michaelichen Bezerra (São Paulo, 22 de novembro de 1972) é uma apresentadora, empresária e ex-cantora brasileira. Iniciou a carreira de apresentadora de televisão aos 19 anos em 1991, no programa Festolândia, no SBT. Em 1993, foi apresentadora do programa infantil Bom Dia & Cia e lançou seu primeiro álbum de estúdio Os Dedinhos, que vendeu mais de trezentas mil cópias. Em 1997 o programa passou a se chamar Eliana & Cia e em 1998 a artista deixou a emissora e assinou contrato com a Record, na qual apresentou o Eliana e Alegria até março de 2003, apresentando paralelamente os programas Eliana na Fábrica Maluca e Eliana no Parque. Em 2005, foi protagonista e produtora do longa-metragem Eliana em o Segredo dos Golfinhos e apresentou o Tudo é Possível, programa que modificou a imagem da artista que antes era voltada unicamente ao público infantil. Entre 2009 e 2024 foi embaixadora do Teleton e apresentadora do programa Eliana no SBT. Em 2025, apresentou a quinta temporada do The Masked Singer Brasil, na TV Globo. 
Além da carreira artística, Eliana atua como empresária em diferentes áreas: a marca Eliana, uma das líderes em licenciamento, soma mais de 160 itens, de brinquedos a cosméticos e o Bloco Happy, que desde 2004 já reuniu milhares de foliões de todas as idades no Carnaval de Salvador. No ano de 2000 o álbum Primavera, foi indicado ao Grammy Latino na categoria melhor álbum infantil, sendo a primeira vez que uma cantora brasileira concorreu nessa categoria. Em 2009, Eliana lançou, com o sucesso que caracteriza sua história, a própria editora de livros, Master Books, que perdurou até maio de 2019. Sua linha de perfumes já vendeu mais de 9 milhões de frascos.

## Biografia
Nascida na capital paulista, é filha de José Bezerra (1931-2024), cearense, e Eva Michaelichen (1939), paranaense de origem ucraniana. Os pais de Eliana se conheceram na casa de uma família onde trabalhavam: sua mãe na tarefa de diarista e seu pai como mordomo. Após se casarem, tiveram a primeira filha: Helena, irmã mais velha de Eliana. Na época em que Helena nasceu, seu José já trabalhava como zelador de um prédio residencial localizado no Jardim Paulista, na capital paulista, e dona Eva trabalhava como arrumadeira dos apartamentos do prédio.
No dia 22 de novembro de 1972 às 6h10min, nasceu a segunda filha do casal, Eliana Michaelichen Bezerra. A artista cresceu morando no quartinho dos fundos do prédio, teve uma infância com dificuldades, porém feliz. Eliana estudou no colégio Villa-Lobos, no Ibirapuera, onde sempre participava dos eventos do mesmo. Participou de seu primeiro baile carnavalesco aos dez anos, em fevereiro de 1983, na cidade de Curitiba. Um fato marcante na vida da artista foi o preconceito social sofrido, quando um morador do prédio disse que não queria que a "filha do zelador" (referindo-se a Eliana, quando criança) ficasse na casa dele com sua filha e nem que brincasse com ela.
Aos dez anos de idade, sua mãe resolveu atender ao seu pedido e a matriculou em uma agência de modelos. Sua primeira aparição na televisão foi em uma campanha publicitária da Valisere "Meu Primeiro Sutiã", em que aparecia como figurante.

## Carreira

### 1986–91: Patotinha e Banana Split
Em 1986, aos treze anos de idade, depois de participar de um teste, foi escolhida para integrar o grupo musical A Patotinha, onde ficou quatro anos e fez sucesso com a canção "Baile dos Passarinhos", posteriormente regravada pelo grupo infantil Balão Mágico. Em 1990, aos dezessete anos, foi convidada por Gugu Liberato para integrar o grupo Banana Split, grande sucesso da época. Por ter apenas 1,62 m de altura, sendo a integrante mais baixa, Eliana destacava-se nos programas em que participava, inclusive no quadro "Qual É A Música? do Programa Silvio Santos.

### 1991–97: SBT e primeiros programas
Em 1991, após um convite do apresentador e dono do SBT Silvio Santos, para fazer um teste como apresentadora, Eliana foi contratada aos dezoito anos para apresentar seu primeiro programa, Festolândia, que durou três meses. Segundo Eliana, o programa foi encerrado por ter um custo muito elevado para emissora e ela pediu aos prantos para Silvio Santos lhe dar outra chance. Silvio atendeu seu pedido, ordenando à direção artística do SBT para que desse a ela um outro trabalho, mas não foi tão grande quanto o anterior. Eliana foi escalada para apresentar o Sessão Desenho. As aparições de Eliana no programa não duravam mais de vinte minutos, mas o trabalho fez com que Eliana se destacasse e conquistasse seu público. A emissora ainda passava por problemas financeiros e Eliana contava apenas com um cenário composto de um fundo verde simples, em que eram projetados papeis de carta de seu acervo pessoal. Devido aos recursos limitados, a apresentadora passou a usar a sua criatividade durante o programa, até que surgiu a ideia de compor uma música que pudesse dançar com as mãos (durante o programa a apresentadora somente aparecida da cintura para cima). Em vez de inventar algo novo, relançou uma canção que já era uma velha conhecida do público: Os Dedinhos. Na época, Eliana também cursava psicologia na FMU e teve que trancar o curso para seguir carreira artística.
Em 1993, o diretor Nilton Travesso, recém chegado ao SBT, assumiu a teledramaturgia no canal, e encantando com Eliana apresentou um novo projeto infantil para a direção da emissora, e assim nasceu o Bom Dia & Cia, no qual Eliana se tornou a primeira apresentadora. Com o grande sucesso comercial da apresentadora, o programa passou a chamar-se Eliana & Cia. Em 1996, com a ida de Angélica para a TV Globo, Eliana assume o comando do programa TV Animal, mas não houve uma boa aceitação do público. Já o programa infantil mantinha o sucesso. Com isso, Eliana decidiu pedir mais espaço na programação do SBT. Na opinião dela, aquela era a hora certa de crescer profissionalmente. Durante as negociações para renovar seu contrato, pediu mais tempo nas manhãs para o Eliana & Cia e um programa semanal. Porém Silvio Santos achou que não precisava mudar nada, frustrando os planos de Eliana. Assim, a apresentadora passou a fazer contato com outras emissoras, em busca de uma proposta melhor de trabalho, já que no SBT não iria ter oportunidade de crescimento naquele momento. A apresentadora estava em negociações avançadas com a Record (rede de televisão), que lhe ofereceu uma proposta para um vínculo de quatro anos, com oferta de dois programas e um tratamento de estrela. Assinou com a Record em 17 de setembro de 1998.

### 1998–2004: Record e consolidação
Em 1998, insatisfeita com a redução de seu tempo de tela no SBT e o avanço dos desenhos animados, assinou com a Record, onde passou a ter mais autonomia e desenvolveu pessoalmente o programa infantil Eliana e Alegria, que estreou em 12 de outubro de 1998 e seguia o formato sonhado por Eliana, que misturava jogos com uma plateia ao vivo formada por crianças de colégios convidados, reportagens de viagens, artesanato e pratos que as próprias crianças podiam fazer sem riscos, além de apresentações musicais e esquetes. O programa ainda contava com os humoristas Chiquinho (Edílson Oliveira) e Pitoco (Hélio Afonso), que faziam esquetes humoradas e participavam dos jogos, e também com o biólogo Sérgio Rangel, que fazia quadros mostrando animais exóticos e levava alguns no palco. Em 1999 o programa também passou a exibir o anime Pokémon, ainda inédito no Brasil, se tornando o programa de maior repercussão da emissora e, por muitas vezes, liderava o horário. Em 1999 estreou o game show Eliana no Parque, que era exibido aos domingos, com várias competições entre colégios.
Em 2003, buscando um formato mais moderno, o Eliana & Alegria deu lugar ao Eliana na Fábrica Maluca, que teve inspirações no cenário do filme A Fantástica Fábrica de Chocolate, trazendo além dos elementos do programa antigo, quadros de experiência, mágica e aulas de dança com o professor Mark Van Lu, passando para as tardes após os primeiros meses, onde atingiu um público maior. Percebendo as mudanças de público, a emissora decidiu cancelar o Fábrica Maluca e estrear o programa Eliana no mesmo horário a partir de 15 de março de 2004, que era mais focado no público pré-adolescente e adolescente, trazendo jogos entre colégios entre 5ª e 8ª série. Além disso, Eliana passou por uma reformulação de visual, deixando o ar mais infantil de lado para focar em roupas mais modernas. O enrijecimento das leis contra publicidade infantil – que atrapalhavam os patrocínios do programa – e o desgaste dos programas infantis e infanto-juvenis na televisão brasileira levaram o programa a sair do ar em 12 de outubro de 2004, uma vez que a emissora queria que Eliana passasse a se dedicar ao público jovem-adulto.

### 2005–2024: público adulto e retorno ao SBT

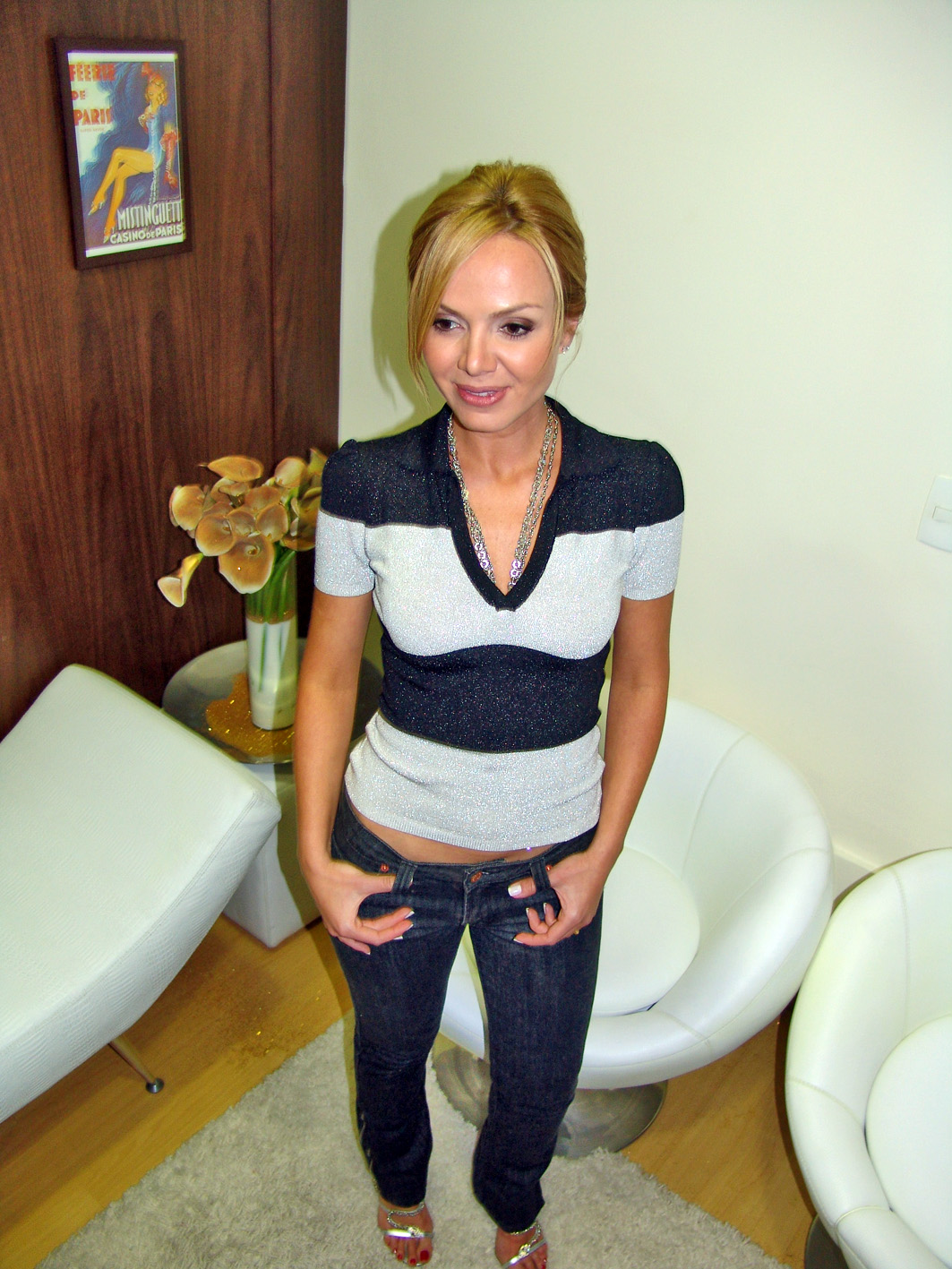
A artista em 2006.

Em agosto de 2005, Eliana, a pedido da emissora, decidiu deixar o público infantojuvenil e ir para o público adulto. Foi assim que nasceu o Tudo é Possível, que estreou no dia  7 de agosto de 2005, nas tardes de domingo da RecordTV. Todos os detalhes do programa foram planejados e idealizados pela própria apresentadora. Ao longo de sua exibição, o programa manteve bons índices de audiência, chegando a alcançar picos de dezenove pontos. Com sua estreia nas tardes de domingos, Eliana tornou-se uma das primeiras mulheres a concorrer como apresentadora no domingo na televisão aberta. O programa chegou a ganhar várias vezes em audiência do SBT. Em 2008, recebeu o prêmio "Personalidade do Ano na Televisão", através da revista IstoÉ Gente. Com a ida de Gugu Liberato para a RecordTV em junho de 2009, com um contrato ainda em vigor, Sílvio Santos tirou da emissora concorrente o novelista Tiago Santiago e os apresentadores Roberto Justus e Richard Rasmussen. Neste "pacote de contratações" também estavam dois retornos: o do jornalista Roberto Cabrini e da própria Eliana, que retornava à emissora onde iniciou sua carreira de apresentadora.
Em 26 de junho, ela gravou seu último Tudo É Possível, que foi exibido em 5 de julho, onde agradeceu a emissora por sua trajetória e desejou boa sorte para Ana Hickmann, que foi escalada para assumir o programa. Em 24 de junho de 2009, Eliana retornou ao SBT, após quase onze anos na RecordTV. Seu programa Eliana estreou no dia 30 de agosto de 2009. Com a mudança de emissora, uma nova equipe encabeçada por Leonor Corrêa foi contratada para dirigir a atração. O programa contava com o biólogo Richard Rasmussen, a drag queen Dimmy Kieer, que fazia reportagens e viagens com a apresentadora, Walter Peceniski do Reencontro, Ana Canosa no Família Pede Socorro. Eliana ainda trouxe de sua emissora anterior o projeto Ciência em Show da Universidade de São Paulo e o zootecnista Alexandre Rossi, do Desafio Pet, que ficou conhecido na RecordTV, onde apresentava o quadro Dr. Pet, dentre outros.
Três anos mais tarde, em 31 de julho de 2011, Eliana entra em licença maternidade. A partir daí, diferentes artistas foram convidados para apresentar o programa. No dia 9 de outubro, ela voltou a apresentar o programa. No dia 23 de março de 2012, são anunciadas as primeiras alterações no programa, quando a diretora Leonor Correa assumiu um outro projeto na emissora e foi escalado para seu lugar, Ariel Jacobowitz, que já havia dirigido programas de Adriane Galisteu e Hebe Camargo na emissora, além de diversas edições do Teleton Brasil. No dia 7 de abril de 2013, a apresentadora Eliana anuncia a reestreia do quadro Beleza Renovada, devido ao grande sucesso em sua primeira temporada e aos pedidos das telespectadoras do programa, e informou também que as inscrições já estavam abertas. A reestreia do quadro aconteceu no segundo semestre de 2013. Em 9 de fevereiro de 2022, Eliana estreou na Netflix com reality "Ideias à Venda".
Em 1º de abril de 2024, Eliana deixa o SBT após quase 15 anos trabalhando na emissora. Segundo as assessorias da apresentadora e da emissora, "Eliana decidiu que era o momento de uma nova fase com outros desafios profissionais, sem jamais esquecer os inúmeros dias de alegria, conquistas e aprendizados vividos na emissora", mas sem detalhar os rumos da apresentadora.

### 2024–presente: ida à TV Globo
Após a sua saída do SBT, a imprensa especializada começou a especular uma possível ida da loira à TV Globo. O interesse da emissora carioca sobre Eliana aumentou após a sua participação especial no Criança Esperança de 2023, quando se juntou com Xuxa e Angélica numa apresentação que era aguardada pelo público.
De início, Eliana havia negado que teria assinado com a Globo após a sua saída do SBT, bem como também rejeitou uma proposta milionária para retornar à Record. No entanto, os boatos da ida de Eliana à Globo aumentaram após ela agradecer um fã numa postagem do Instagram que sugeria ela na emissora carioca e por seguir na mesma rede social o diretor da emissora, Amauri Soares, e a repórter do Fantástico, Renata Capucci. Em 25 de junho de 2024, a colunista Carla Bittencourt, do Notícias da TV, anunciou que Eliana havia fechado um acordo com a Globo, sendo confirmada também como a nova apresentadora da quinta temporada do The Masked Singer Brasil, substituindo Ivete Sangalo, que deixou a apresentação do reality após demonstrar cansaço com a agenda de gravações. Além do Masked, a loira também foi confirmada como uma das apresentadoras do Saia Justa e de uma nova atração para 2025. A confirmação oficial aconteceu no dia 27 do mesmo mês, quando Eliana publicou um vídeo em suas redes sociais onde aparece apresentando o crachá da Globo ao público e em seguida, também anunciou um entrevista exclusiva ao Fantástico do dia 30, contando sobre os novos projetos e sua nova fase.

## Outros empreendimentos

### Música
A canção "Os Dedinhos", que não é de autoria de Eliana, é considerada um clássico da música infantil brasileira. Esse primeiro trabalho da Eliana foi lançado em 1993 como o álbum homônimo, logo no término do programa Festolândia e no início do programa Sessão Desenho. Eliana conta que, como aparecia apenas da cintura para cima no programa, precisava de uma música que tivesse uma coreografia que ela pudesse fazer sentada, então teve a ideia de gravar a música Os Dedinhos. A música Amiga entrou na trilha da novela Garotas Bonitas, exibida pelo SBT em 1993 como tema de abertura. Músicas de seu programa antigo, como Era Uma Vez e Abracadabra também estão na seleção das músicas do disco, que ficou quase dois anos sendo o único da Eliana, até setembro de 1994. Naquele ano, lançou o segundo disco, Eliana com o single de sucesso Pop Pop. Em 1995, lança seu terceiro álbum de estúdio Eliana, que é recorde em vendas em sua carreira. Do álbum saíram várias canções de sucesso, como Olha o Passarinho, Melocoton e Borboletinha. Em 1996, lança seu quarto álbum de estúdio Eliana, com o sucesso do single A Dança dos Bichos. A música Os Dedinhos foi relançada em 1999, com uma nova roupagem para o álbum Primavera, indicado ao Grammy Latino de 2000, na categoria Melhor Álbum Infantil, sendo a primeira apresentadora infantil do Brasil a ser indicada ao prêmio, apesar de não ter vencido.
Entre 2003 e 2013, Eliana foi a principal contratada do bloco carnavalesco, Happy, que se apresenta no carnaval de Salvador. Já arrastou mais de cinco mil foliões em uma única apresentação. Em 2007 cantou seus maiores sucessos de quinze anos de carreira, e no ano seguinte trouxe Toni Garrido para o bloco. Em fevereiro de 2013 deixou o bloco, depois de completar um ciclo de dez anos, ao lado da banda Babado Novo e dos atores Larissa Manoela e Jean Paulo Campos de Carrossel. Em 2007 regravou a canção Essa Ternura para a trilha sonora da novela Luz do Sol. Em 2012, depois de oito anos sem lançar CDs, regravou Ao Mestre com Carinho," uma das músicas-tema do remake da novela Carrossel.
Ao todo, na carreira como cantora, Eliana vendeu mais de quatro milhões de discos.

### Empresária
Além de apresentadora e comunicadora, Eliana é empresária. Junto com seu sócio e empresário Marcos Quintela, comanda a "EMB Produções", empresa de entretenimento que cuida não só dos seus produtos, como o de outros artistas, faz campanhas publicitárias, e negocia o merchandising do seu programa. Eliana tem mais de 160 produtos licenciados.
Em 2009 inaugurou a Master Books, editora de livros de arte que veio a fechar em maio de 2019 devida à crise que assola o mercado editorial no país. Em 2012 lançou um portal totalmente dedicado às  mulheres, intitulado de DaquiDali, que em pouco tempo, passou da casa dos quatro milhões de acessos.

### Cinema
Em 14 de janeiro de 2005, estreou Eliana em o Segredo dos Golfinhos, que também produziu, levando cerca de 330 mil pessoas aos cinemas. A temática ecológica, recorrente em seu trabalho televisivo, ganhou tratamento cinematográfico nas mãos da diretora Eliana Fonseca (Ilha Rá-Tim-Bum – O Martelo de Vulcano). No elenco, Fúlvio Stefanini, Daniel Del Sarto, João Paulo Bienemann, Angela Dippe, Fernanda Souza, Jackson Antunes, além das participações de Karin Rodrigues, Elias Andreato, Supla, Rouge e Netinho de Paula. Com mensagem de preservação ao meio-ambiente, colocou-se entre as dez maiores bilheterias obtidas por produções nacionais em 2005 com cerca de 370 mil espectadores.

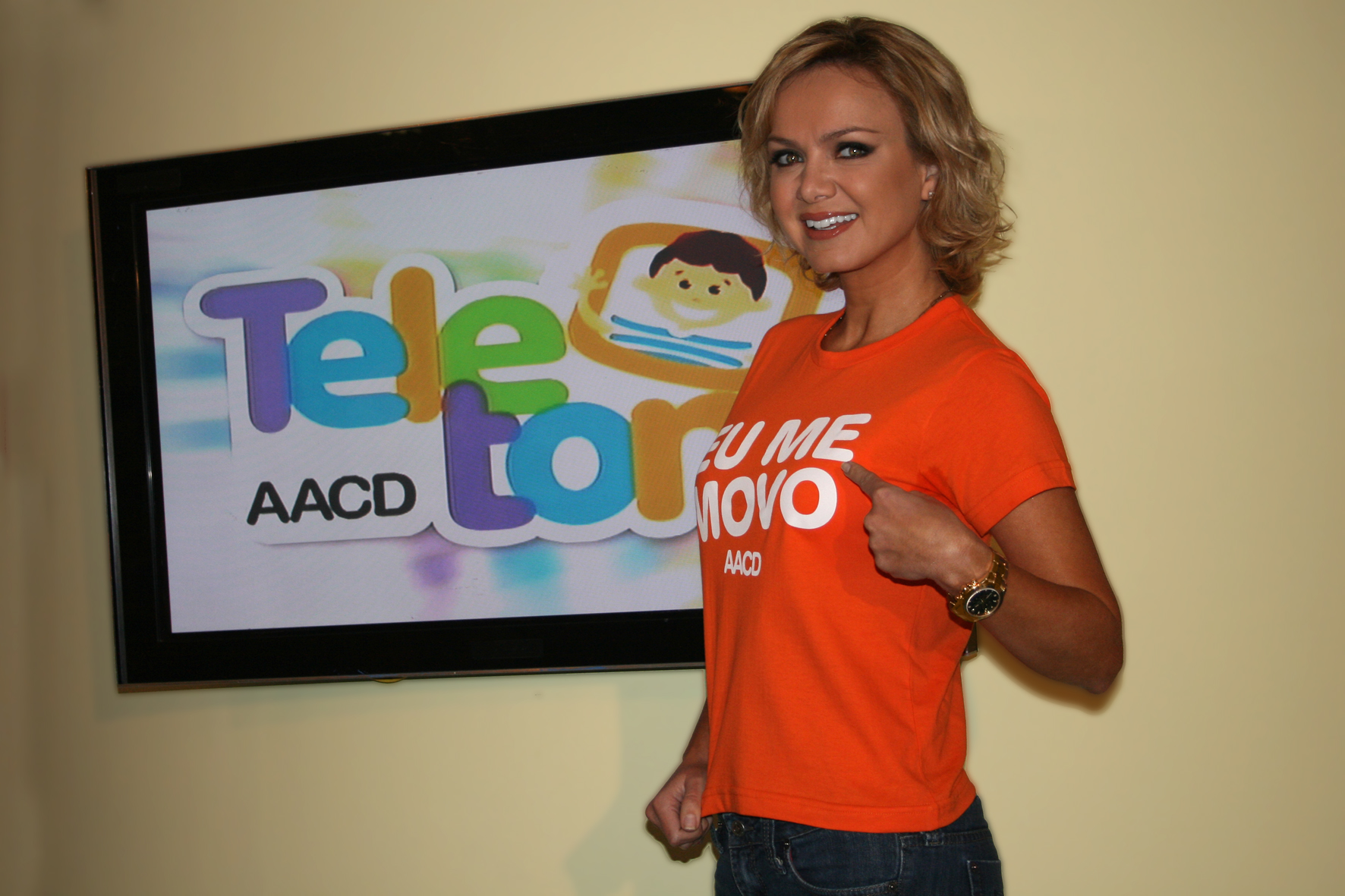
A artista no evento beneficente do Teleton (2009).

### Teleton
Com a ida de Hebe Camargo para a RedeTV! no ano de 2011, Eliana foi convidada para ser embaixadora do Teleton, campanha transmitida pelo SBT para arrecadar fundos para a AACD. Em 2013, com a morte de Hebe, Eliana foi convidada para ser madrinha do Teleton, ocupando o título que foi de Hebe por muitos anos.

## Vida pessoal

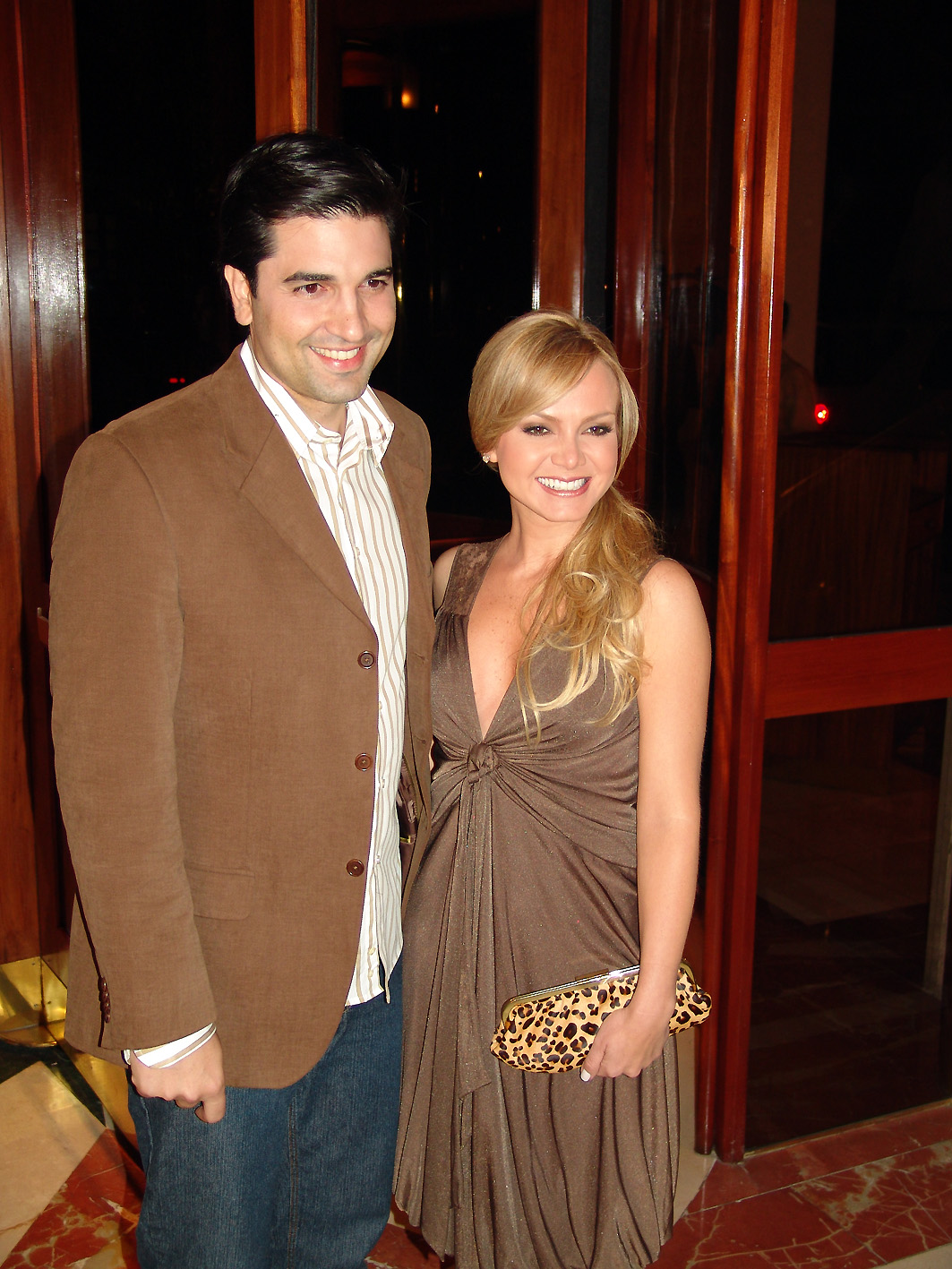
Eliana e o ex-marido, o culinarista Edu Guedes, em 2006.

Apesar de manter sua vida pessoal longe da mídia, seu primeiro namorado foi o cantor Marcos Quintela que fez parte do grupo Dominó, o relacionamento de Eliana com Marcos foi de seis anos. Após alguns relacionamentos passageiros, Eliana iniciou um namoro de idas e vindas com o apresentador Luciano Huck que a presenteou com o cãozinho Snow, que aparece na capa de seu sexto álbum de estúdio Eliana. Mas em 1999, após quase dois anos de namoro, decidiram romper a relação, a apresentadora negou que o motivo fosse traição. Ainda 1999, começou a namorar o empresário Roberto Justus, os dois se conheceram em um jantar na casa do apresentador Otávio Mesquita. A relação chegou a um noivado, que terminou após um ano e meio. Em 2002, Eliana começou a namorar seu amigo, o culinarista Edu Guedes. Os dois já eram conhecidos/colegas há mais de nove anos. Se casaram no dia 11 de dezembro de 2004 na residência da artista. Seu casamento chegou ao fim no dia 17 de abril de 2007, amigos do casal confirmaram que o motivo da separação foi o ciúme excessivo de Guedes. No mesmo ano, Eliana namorou o ator português Angélico Vieira.
Em 2008, Eliana assumiu namoro com quem viria a ser seu futuro marido, o músico João Marcelo Bôscoli, filho da cantora Elis Regina. Foi com João que Eliana teve seu primeiro filho, Arthur, que nasceu no dia 10 de agosto de 2011. Em 20 de março de 2014, a assessoria de imprensa da artista anunciou o fim do casamento dela com o músico após seis anos de casados. Segundo a revista Contigo!, ela terminou o relacionamento após descobrir uma traição. Em abril de 2014 começou a namorar com Adriano Ricco, filho do jornalista Flávio Ricco. Foram morar juntos neste mesmo ano, mantendo a união conjugal até hoje.
Em 2 de agosto de 2017, Eliana anuncia estar grávida de uma menina: Manuela, nascida em 10 de setembro de 2017. Em sua segunda gestação, Eliana passou por complicações na gravidez: aos três meses sofreu uma hemorragia, sendo necessário realizar uma micro cirurgia chamada cerclagem, para manter o colo do útero fechado, exigindo, a partir daí, muito repouso e algumas internações, devido a um risco grande de aborto espontâneo. Em entrevistas, revelou ter tido transtorno de pânico nesta gravidez e um grande medo de morrer, fazendo, inclusive, um testamento. Sua internação mais longa durou um mês, devido a um descolamento de placenta, causando comoção nacional com sua alta. Em entrevistas, informou estar sempre rezando, que sua fé e o carinhos dos fãs lhe ajudaram muito. Devota de Nossa Senhora Aparecida, Eliana batizou a filha na fé católica, no Santuário Nacional. Em 7 de setembro de 2017, em entrevista à revista Veja, Eliana contou que estava fazendo tratamento para engravidar, e que conseguiu êxito em 2016, mas sofreu um aborto espontâneo dois meses depois, o que a fez sofrer muito e pensar em desistir de ter seu segundo filho, mas voltou atrás na decisão.

## Filmografia

### Televisão
| Ano                | Título                            | Função                   | Nota(s)                                                            | Emissora  |
| ------------------ | --------------------------------- | ------------------------ | ------------------------------------------------------------------ | --------- |
| 1991–92            | Festolândia                       | Apresentadora            |                                                                    | SBT       |
| 1992–93            | Sessão Desenho                    | Apresentadora            |                                                                    | SBT       |
| 1993–97            | Bom Dia & Cia                     | Apresentadora            |                                                                    | SBT       |
| 1996               | TV Animal                         | Apresentadora            |                                                                    | SBT       |
| 1997–98            | Eliana & Cia                      | Apresentadora            |                                                                    | SBT       |
| 1998/2009–presente | Teleton                           | Apresentadora            |                                                                    | SBT       |
| 1998–03            | Eliana e Alegria                  | Apresentadora            |                                                                    | Record    |
| 1998               | Eliana Especial                   | Apresentadora            | Especial de fim de ano                                             | Record    |
| 1999–00            | Eliana no Parque                  | Apresentadora            |                                                                    | Record    |
| 1999               | Amigos e Sucessos                 | Apresentadora            | Especial                                                           | Record    |
| 1999               | Escolinha do Barulho              | Professora Eli           |                                                                    | Record    |
| 2000               | Eliana e os Sonhadores do Milênio |                          | Especial                                                           | Record    |
| 2001               | Especial Mulher com Eliana        |                          | Especial                                                           | Record    |
| 2001               | Eliana: Um Mundo Ideal            |                          | Especial                                                           | Record    |
| 2003–04            | Eliana na Fábrica Maluca          | Apresentadora            |                                                                    | Record    |
| 2004               | Eliana                            | Apresentadora            |                                                                    | Record    |
| 2005–09            | Tudo É Possível                   | Apresentadora            |                                                                    | Record    |
| 2007–08            | Mestres do Ilusionismo            | Apresentadora            |                                                                    | Record    |
| 2009               | Vende-se um Véu de Noiva          | Ela mesma                | Episódios: "26 de junho"                                           | SBT       |
| 2009–24            | Eliana                            | Apresentadora            |                                                                    | SBT       |
| 2013               | Chiquititas                       | Ela mesma                | Episódio: "4 de novembro" Episódio: "6 de abril"                   | SBT       |
| 2013               | Carrossel Especial de Natal       | Apresentadora            | Especial de fim de ano                                             | SBT       |
| 2018               | Bake Off SBT                      | Participante (11º lugar) | Temporada 2                                                        | SBT       |
| 2022               | Ideias à Venda                    | Apresentadora            |                                                                    | Netflix   |
| 2022               | Hebe, Um Brinde à Vida            | Ela mesma                | Episódio: "As Loucuras Que Já Fiz" Episódio: "Eu Tenho Microfone!" | Globoplay |
| 2023               | Angélica: 50 e Tanto              | Ela mesma                | Episódio: "Tempo"                                                  | Globoplay |
| 2023               | Criança Esperança                 | Ela mesma                | Convidada                                                          | TV Globo  |
| 2024–presente      | Saia Justa                        | Apresentadora            |                                                                    | GNT       |
| 2024               | Fantástico                        | Apresentadora            | Quadro "Aqui em Casa"                                              | TV Globo  |
| 2024–2025          | Vem que Tem                       | Apresentadora            |                                                                    | TV Globo  |
| 2024–2025          | The Masked Singer Brasil          | Apresentadora            | Especial de ano novo e 5.ª temporada                               | TV Globo  |
| 2025               | Casa de Verão da Eliana           | Apresentadora            |                                                                    | GNT       |
| 2025               | Especial LED                      | Apresentadora            | Especial                                                           | TV Globo  |
| 2025               | Criança Esperança                 | Apresentadora            | Especial                                                           | TV Globo  |

### Cinema
| Ano  | Título                            | Personagem | Ref.   |
| ---- | --------------------------------- | ---------- | ------ |
| 2005 | Eliana em o Segredo dos Golfinhos | Eliana     | [ 87 ] |

### Internet
| Ano       | Título        | Função                  | Plataforma    |
| --------- | ------------- | ----------------------- | ------------- |
| 2012-2018 | TV Daquidali  | Apresentadora/Colunista | YouTube       |
| 2023      | TikTok Awards | Apresentadora           | TikTok Brasil |

## Discografia
- Os Dedinhos (1993)
- Eliana (1994)
- Eliana (1995)
- Eliana (1996)
- Eliana (1997)
- Eliana (1998)
- Primavera (1999)
- Eliana (2000)
- Eliana (2001)
- É Dez (2002)
- Festa (2003)
- Diga Sim (2004)